# Мот (репер)
Матвій Олександрович Мельников (нар.. 2 березня 1990, Кримськ, Краснодарський край, Російська РФСР, СРСР), більш відомий під сценічним псевдонімом Мот — російський музикант, репер. З 1 березня 2013 року по сьогодні є артистом лейблу «Black Star Inc.». Підтримує путінський режим.

## Біографія

### Ранній період
Матвій Мельников народився у Кримську. У 5-річному віці разом із сім'єю переїхав до Краснодара. У 10 років почав займатися танцями в краснодарській філії «Тодес». Після 9-ти класів навчання у школі, у віці п'ятнадцяти років, переїхав до Москви. Тоді ж почалося його захоплення хіп-хопом, паралельно він займався співом та танцями. У середній школі брав участь у театральних шкільних виставах. Закінчивши школу із золотою медаллю, Мельников вступив до МДУ на спеціальність економіст-менеджер. У 2012 році захистив диплом і вступив до аспірантури.

### Музична кар'єра
Перші пісні Мот почав писати в 2006 році: вони були стьобними фрістайлами, присвячені російському репу. Пізніше музикант став писати серйозніші тексти написані на музику Касти і CunninLynguists. У 2007 році Матвій почав записуватись на студії GLSS, де, під інструментал від KOKA beats, у 2009 році взяв участь у конкурсі «Битва за респект», де серед 2000 учасників потрапив до Топ-40. Там він за порадою Лігалайза змінив свій нік «BthaMoT2bdabot» на «Мот». У 2011 році виступав у Лужниках на Першому міжнародному хіп-хоп саміті, куди, крім відомих російських реперів, приїхали закордонні виконавці: гурт Onyx та Raekwon.
Дебютний альбом Мота вийшов у січні 2011 року і отримав назву Remote. Альбом містив 12 треків, серед яких спільні з музикантом Іллею Кірєєвим, Katrin Mokko та ms. Sounday. Запис та зведення альбому робив Денис KOKA beats. У вересні 2011 року було презентовано кліп на пісню «Миллионы звёзд».
У лютому 2012 року побачив світ другий альбом Мота — «Ремонт». У нього увійшло 11 треків, а в записі взяли участь запрошені виконавці — L'One, LIYA, Катя Нова та Ілля Кірєєв. У жовтні вийшов кліп Матвія на пісню «К берегам». Він знімався в рідному місті Матвія Кримську, де раніше у липні того ж року сталася руйнівна повідь . Презентація кліпу відбулася 5 жовтня у клубі «Lookin Rooms». За опитуванням сайту Rap.ru кліп «К берегам» увійшов до Топ 5 найкращих російських кліпів жовтня 2012. Сам трек був включений для озвучення документального фільму «Чесна гра: автостоп», показаного на телеканалі Москва-24.
У середині січня 2013 року Мот залишив Soul Kitchen і став артистом лейбла «Black Star Inc.». На початку березня виходить перший сингл Мота на цьому лейблі під назвою «#МотСтелетЧоСелм». Також на цей трек було випущено кліп, режисером якого виступив Рустам Романов. Також Мот працював над своїм третім альбомом під назвою «Чёрточка», який був випущений восени 2013 року.
14 березня 2016 року вийшов четвертий студійний альбом «Наизнанку». Він включає спільні пісні з Jah Khalib, Б'янкою, Music Hayk і Артемом Пивоваровим.
27 квітня Тіматі випустив свій п'ятий студійний альбом «Олимп», у ньому Матвій взяв участь у записі спільного треку «Новая русская мечта».
1 червня випустив свій п'ятий студійний альбом «92 дня». У нього увійшло 10 треків, а в записі взяли участь запрошені виконавці — Тіматі, Міша Марвін, DJ Philchansky та Capella. На пісні «День и ночь», «92 дня», «На дне» та «А может?!» були випущені кліпи.
23 жовтня 2017 року випустив свій шостий студійний альбом «Добрая музыка клавиш», що складається з 10 пісень. У записі альбому взяли участь Артем Пивоваров, Ані Лорак та Gayana.
7 березня на концерті Єгора Кріда в Crocus City Hall він і Матвій представили спільний трек «Засыпай», пізніше цей трек увійшов до другого студійного альбому Єгора під назвою «Что они знают?».
22 березня випустив свій другий міні-альбом «Какие люди в Голливуде (или премия „Оскар“ с субтитрами)». До нього увійшло 5 треків. На 2 треки випустив кліпи:
- 24 березня — «Карты, деньги, две тарелки»;
- 22 березня — «Побег из шоубиза» и «Пролетая над коттеджами Барвихи». Це перший кліп, який було знято на два треки одночасно.

20 квітня 2020 року випустив свій сьомий студійний альбом «Парабола», що складається з 14 пісень.

### Родина
У серпні 2016 року Матвій Мельников одружився з колишньою фотомоделлю Марією Гураль. У квітні 2017 року повінчалися і зіграли весілля. 22 січня 2018 року у пари народився син Соломон.

## Дискографія

### Студійні альбоми
- 2011 — «Remote»
- 2012 — «Ремонт»
- 2014 — Azbuka Morze
- 2016 — «Наизнанку»
- 2016 — «92 дня»
- 2017 — «Добрая музыка клавиш»
- 2020 — «Парабола»

### Міні-альбоми
- 2013 — «Чёрточка»
- 2018 — «Какие люди в Голливуде (Или премия „Оскар“ с субтитрами)»

### Сингли
- 2009 — «За здоровый образ рэпа» (під псевдонімом BthaMoT2bdabot)
- 2009 — «Запах (Вступление)» feat. KOKA beats
- 2010 — «Синий» feat. KOKA beats
- 2011 — «Акуна матата»
- 2013 — «#МотСтелетЧоСели»
- 2013 — «Туса» (& Тимати, Джиган & L'One)
- 2013 — Self-Made
- 2013 — Assassin
- 2014 — «Талисман» (feat. Dimaestro)
- 2014 — «Эдем»
- 2014 — «Мама, я в Дубае»
- 2014 — «Рэп из мамы Раши»
- 2014 — «Кислород» (feat. ВИА Гра)
- 2015 — «Молодая кровь 2» (feat. Natan)
- 2016 — «Капкан»
- 2016 — «Муссоны» (feat. Артём Пивоваров)
- 2016 — «В щепки» (& Саша Чест, Тимати & Скруджи)
- 2016 — «На дне»
- 2017 — «Сопрано» (feat. Ани Лорак)
- 2017 — «Далласский клуб злопыхателей»
- 2017 — Yellow Song
- 2017 — «Великий»
- 2017 — «Свадебная»
- 2017 — «Когда исчезнет Слово»
- 2017 — «Ливень» (feat. Артём Пивоваров)
- 2018 — «Соло»
- 2018 — «Муссоны» (& PLC, Nastika & Джей Мар)
- 2018 — «Малая»
- 2018 — «Белые ночи»
- 2018 — «Ракета» (& Тимати, Егор Крид, Скруджи, Нazима & Terry)
- 2018 — «Шаманы»
- 2018 — «Она не твоя»
- 2018 — «По буквам»
- 2018 — «Над облаками» (& Тимати, Егор Крид, Pabl.A, Скруджи & Наzима)
- 2019 — «Сколько лет» (feat. Валерий Меладзе)
- 2019 — «Для своих»
- 2019 — «Молодость»
- 2019 — «Как к себе домой»
- 2019 — «Паруса» (feat. Zivert)
- 2019 — «Перекрестки»
- 2019 — «Сталактит»
- 2019 — «Манекен» (feat. Amchi)
- 2020 — «Тарантино»
- 2020 — «Космос — это синяки»
- 2020 — «Люди»
- 2020 — «Словами с привкусом мёртвого моря…»
- 2020 — «Парабола»
- 2020 — «Бумажный дом»
- 2020 — «Спой» (feat. Миша Марвин)
- 2020 — «Гудки»
- 2020 — «Не любишь (Tribute Ратмир Шишков)» (feat. Доминик Джокер)
- 2020 — «Ковчег»
- 2021 — «Лилии» (feat. JONY)
- 2021 — «Не Бруклин» (feat. LYRIQ)
- 2021 — «Август — это ты»
- 2021 — «10 баллов» (feat. Dose)
- 2021 — «Hotel Rendezvous» (feat. MeMaria)
- 2021 — «Холодно не будет» (feat. Mary Gu)

#### Ремікси
- 2013 — «В платье красивого цвета» (Space4Sound Remix)
- 2017 — «Когда исчезнет Слово» (Denis Agamirov & Stylezz Remix)
- 2017 — «Когда исчезнет Слово» (DJ OneDollar Remix)
- 2018 — «Соло» (DJ Noiz Remix)
- 2019 — «Паруса» (feat. Zivert) (Alex Shik & Slaving Radio Edit)
- 2020 — «Космос — это синяки» (Alex Shik Remix)
- 2020 — «На юга» (Alex Shik Remix)
- 2020 — «Гудки» (Alex Shik Radio Edit Remix)
- 2020 — «Парабола» (DFM Mix)
- 2020 — «Бумажный дом» (DFM Mix)
- 2020 — «Манекен» (feat. Amchi) (DFM Mix)
- 2020 — «Словами с привкусом мёртвого моря…» (DFM Mix)
- 2021 — «Ковчег» (DFM Mix)
- 2021 — «Не бруклин» (feat. LYRIQ) (DJ Prezzplay Remix)
- 2021 — «Август — это ты» (Red Max Remix)

### Участь в альбомах інших виконавців
- Тімати — «13» («Ловушка»), «Олимп» («Новая русская мечта»)
- Jah Khalib — «Всё что мы любим» («Ты рядом»)
- Єгор Крід — «Что они знают?» («Засыпай»)
- DJ Philchansky & DJ Daveed — «#КАМЕНОЛОМНЯ» («#МОТ»), «#КАМЕНОЛОМНЯ 2» («Папа, дай ей денег»)
- Майк Леві — «Левитация» («Настало время»)
- Zloi Negr — «Zloi Negr» («Zloi Negr»)
- Music Hayk — «Музыкальный» («Фантастика»)

## Відеографія
| Рік  | Назва                                                                 | Режисер(и)                           | Альбом/Міні-альбом           |
| ---- | --------------------------------------------------------------------- | ------------------------------------ | ---------------------------- |
| 2011 | Миллионы звёзд на YouTube                                             | Сергій Захаров                       | «Remote»                     |
| 2012 | К берегам на YouTube                                                  | Михайло Мілілян                      | «Ремонт»                     |
| 2013 | #МотСтелетЧоСели на YouTube                                           | Рустам Романов                       | Сингл                        |
| 2013 | Понедельник-Вторник на YouTube                                        | Олександр Соломахин                  | «Чёрточка»                   |
| 2013 | Туса на YouTube (& Тимати, Джиган & L'One)                            | Павел Худяков                        | Сингл                        |
| 2013 | В платье красивого цвета на YouTube                                   | Олександр Соломахін                  | «Ремонт»                     |
| 2013 | Молодая кровь на YouTube (feat. Тимати)                               | Рустам Романов                       | Azbuka Morze                 |
| 2013 | Планета на YouTube (feat. Kristina Si)                                | Рустам Романов                       | «Чёрточка»                   |
| 2013 | #МОТсейчасвклубе на YouTube (OST «Одноклассники.ru: НаCLICKай удачу») | Рустам Романов                       | Azbuka Morze                 |
| 2014 | Страна OZ на YouTube                                                  | Олександр Соломахін                  | Azbuka Morze                 |
| 2014 | Чёрный день на YouTube                                                | Олексій Боченін                      | Azbuka Morze                 |
| 2014 | Талисман на YouTube (feat. Dimaestro)                                 | Олексій Боченін                      | «Акустический эффект»        |
| 2014 | Бенджамин на YouTube (feat. L'One)                                    | Костянтин Корольов та Євген Співаков | Azbuka Morze                 |
| 2014 | Мама, я в Дубае на YouTube                                            | Рустам Романов                       | Сингл                        |
| 2014 | Рэп из мамы Раши на YouTube                                           | Павло Торський                       | Сингл                        |
| 2014 | Кислород на YouTube (feat. ВИА Гра)                                   | Олексій Купріянов                    | Сингл                        |
| 2015 | День и ночь на YouTube                                                | Рустам Романов                       | «92 дня»                     |
| 2015 | Молодая кровь 2 на YouTube (feat. Natan)                              | Дмитро Валіков                       | Сингл                        |
| 2015 | Абсолютно всё на YouTube (feat. Бьянка)                               | Катерина Телегіна                    | «Наизнанку», «Мысли в нотах» |
| 2016 | Капкан на YouTube                                                     | Катя Як                              | «Наизнанку»                  |
| 2016 | Муссоны на YouTube (feat. Артём Пивоваров)                            | Катя Як                              | «Наизнанку»                  |
| 2016 | В щепки на YouTube (& Саша Чест, Тимати & Скруджи)                    | Заур Засеєв та Павло Худяков         | Сингл                        |
| 2016 | 92 дня на YouTube                                                     | Рустам Романов                       | «92 дня»                     |
| 2016 | На дне на YouTube                                                     | Заур Засеєв та Павло Худяков         | «92 дня»                     |
| 2016 | А может?! на YouTube (feat. Міша Марвін)                              | Рустам Романов                       | «92 дня»                     |
| 2017 | Сопрано на YouTube (feat. Ані Лорак)                                  | Заур Засеєв та Павло Худяков         | «Добрая музыка клавиш»       |
| 2017 | Далласский клуб злопыхателей на YouTube                               | Ян Боханович                         | Сингл                        |
| 2017 | Найди свою силу на YouTube (& L'One & Тімати)                         | Павло Худяков                        | Сингл                        |
| 2017 | Yellow Song на YouTube                                                | Катя Як                              | Сингл                        |
| 2017 | Когда исчезнет слово на YouTube                                       | Катя Як                              | Сингл                        |
| 2017 | Звуки пианино на YouTube                                              | Поліна Назарьєва та Іван Проскуряков | «Добрая музыка клавиш»       |
| 2018 | Соло на YouTube                                                       | Ян Боханович                         | Сингл                        |
| 2018 | Побег из шоубиза / Пролетая над коттеджами Барвихи на YouTube         | Олжас Баялбаєв                       | Сингл                        |
| 2018 | Ракета на YouTube (& Тімати, Єгор Крід, Скруджи, Наzима & Terry)      | Заур Засеєв та Павло Худяков         | Сингл                        |
| 2018 | По буквам на YouTube                                                  | Катя Як                              | Сингл                        |
| 2019 | Сколько лет на YouTube (feat. Валерій Меладзе)                        | Заур Засеєв та Павло Худяков         | Сингл                        |
| 2019 | Как к себе домой на YouTube (mood video)                              | Пилип Валіулін                       | Сингл                        |
| 2019 | Молодость на YouTube                                                  | Катя Як                              | «Неизданное»                 |
| 2019 | Паруса на YouTube (feat. Zivert)                                      | Ярослав Кротков                      | Сингл                        |
| 2019 | Перекрестки на YouTube                                                | Артем Кияшко                         | Сингл                        |
| 2020 | Гудки на YouTube                                                      | Олександр Романов                    | Сингл                        |
| 2021 | Лилии на YouTube (feat. JONY)                                         | Олексій Жуков                        | Сингл                        |
| 2021 | Не Бруклин на YouTube (feat. LYRIQ)                                   | Ганна Богдан                         | Сингл                        |
| 2021 | Август - это ты на YouTube                                            | Пилип Валіулін                       | Сингл                        |
| 2021 | Hotel Rendezvous на YouTube (feat. MeMaria)                           | Н/Д                                  | Сингл                        |

## Чарти
| Рік  | Назва                                 | Країна/територія (Чарт)1[джерело?] | Країна/територія (Чарт)1[джерело?] | Країна/територія (Чарт)1[джерело?] | Країна/територія (Чарт)1[джерело?]         | Країна/територія (Чарт)1[джерело?]   | Країна/територія (Чарт)1[джерело?] | Країна/територія (Чарт)1[джерело?]         | Країна/територія (Чарт)1[джерело?] | Альбом                 |
| Рік  | Назва                                 | СНД (Tophit Общий Топ-100)         | Росія (Tophit Російський Топ-100)  | Росія (Tophit Московський Топ-100) | Росія (Tophit Санкт-Петербурзький Топ-100) | Україна (Tophit Український Топ-100) | Україна (Tophit Київський Топ-100) | Росія та СНД (Tophit Тижневий за заявками) | СНД (Tophit Річний загальний)      | Альбом                 |
| ---- | ------------------------------------- | ---------------------------------- | ---------------------------------- | ---------------------------------- | ------------------------------------------ | ------------------------------------ | ---------------------------------- | ------------------------------------------ | ---------------------------------- | ---------------------- |
| 2013 | «Понедельник-вторник»                 | —                                  | —                                  | —                                  | —                                          | —                                    | —                                  | 188                                        | —                                  | «Чёрточка — EP»        |
| 2013 | «В платье красивого цвета»            | 246                                | —                                  | —                                  | —                                          | —                                    | —                                  | 116                                        | —                                  | Сингл                  |
| 2014 | «Кислород» (feat. ВИА Гра)            | 22                                 | 23                                 | 32                                 | —                                          | 61                                   | 26                                 | 4                                          | 53                                 | Сингл                  |
| 2015 | «День и ночь»                         | 130                                | —                                  | 194                                | —                                          | —                                    | —                                  | 33                                         | —                                  | «92 дня»               |
| 2015 | «Абсолютно все» (feat. Бьянка)        | 16                                 | 16                                 | 25                                 | 16                                         | 30                                   | 15                                 | 1                                          | 155                                | «Наизнанку»            |
| 2016 | «Капкан»                              | 52                                 | 54                                 | 55                                 | 53                                         | —                                    | —                                  | 89                                         | —                                  | «Наизнанку»            |
| 2016 | «92 дня»                              | 134                                | —                                  | 162                                | —                                          | —                                    | 194                                | 98                                         | —                                  | «92 дня»               |
| 2016 | «На дне»                              | 76                                 | 94                                 | 71                                 | —                                          | —                                    | —                                  | 24                                         | —                                  | «92 дня»               |
| 2017 | «Сопрано» (feat. Ани Лорак)           | 20                                 | 4                                  | 2                                  | 7                                          | 7                                    | 3                                  | 1                                          | 3                                  | «Добрая музыка клавиш» |
| 2017 | «Когда исчезнет слово»                | 158                                | —                                  | —                                  | —                                          | —                                    | —                                  | —                                          | —                                  | «Добрая музыка клавиш» |
| 2018 | «Соло»                                | 82                                 | —                                  | —                                  | —                                          | —                                    | —                                  | —                                          | —                                  | Сингл                  |
| 2018 | «Шаманы»                              | 147                                | —                                  | —                                  | —                                          | —                                    | —                                  | —                                          | —                                  | Сингл                  |
| 2019 | «Сколько лет» (feat. Валерий Меладзе) | 33                                 | —                                  | 42                                 | —                                          | —                                    | —                                  | —                                          | —                                  | Сингл                  |

«—» пісня була відсутня в чарті